# Francisco de Otal
Francisco de Otal (Aragón, siglo XVI - La Plata, 1652) fue un clérigo, cantor y maestro de capilla español, activo en el Virreinato del Perú.

## Biografía
Es muy poco lo que se conoce de Otal antes de su llegada al Virreinato del Perú. El licenciado Francisco Otal no mencionaba a menudo su familia, que no aparece en su probanza. Sin embargo, tenemos la confirmación del maestro Gabriel de Sande, maestro de ceremonias de la Catedral de La Plata, de la que se entresacan algunos datos. Era natural del Reino de Aragón, «persona noble hijo de padres principales y su padre Juan de Otal y su madre Juana de Casiñere.» Al parecer la familia pertenecía a los hijosdalgo infanzones, aunque resulta difícil calibrar con tan pocos datos tanto la veracidad de la afirmación, como la situación económica de la familia. A mediados del siglo XVI se documenta un linaje de infanzones de apellido Otal en Aniés, cuya cabeza fue en algún momento Juan de Otal y Jordán, casado con Juana Cariñena, que pudieran ser los referidos anteriormente. En ese caso, Francisco habría nacido en Aniés y sería hermano de Martín Otal y Cariñena, primogénito de Juan y cabeza del casal de los Otal.
De cualquier manera, se puede suponer la formación musical de Francisco de Otal en alguna de las catedrales aragonesas, que debió simultanear con sus estudios sacerdotales, en vista de que tras su llegada a América ya era sacerdote y se le denomina «licenciado». Sin embargo en su biografía está complicada por el hecho de que Otal era «capón tiple», es decir, un castrato. La presencia de «capones» no era rara en las iglesias españolas del siglo XVI, ya que la voz alta y clara de estos cantores era muy apreciada. Había familias humildes que castraban a sus hijos con la esperanza de conseguir un buen puesto como cantor eclesiástico o en alguna otra capilla de música (véase Farinelli), pero el hecho no se compagina bien con su origen hijodalgo. La castración estaba prohibida por la Iglesia, pero la voz «capón» no era empleada de forma negativa. En cambio, la situación social fuera de la iglesia no era la misma, y los eunucos o capones eran a menudo denigrados y despreciados.
Otal debió llegar hacia 1612 a América. Las primeras noticias documentales que se tienen de Francisco de Otal son del 26 de febrero de 1613, cuando se le menciona en las actas capitulares de la Catedral de Lima:

Cabildo Martes 26 de febrero 1613
Reçiviese por músico tiple a francisco otal Presvitero
Con salario de 500 pesos en cada un año

[...] En el dicho cabildo. Por ante mi el presente secretario el Señor dean propuso como a los dichos señores era notorio la neçesidad que abia en la la dicha santa iglesia de un músico tiple por no aver al presente ninguno y que estava en este çiudad un sacerdote nombrado francisco otal el qual abia cantado en la dicha santa iglesia y todos los dicho señores le avian oydo y que atento a la neçesidad que avia de la dicha voz A su señoria Yllustrisima el señor Arçobispo abia pareçido se reçiviese y tratase en este cabildo si convendría reciville y pareçiendo que si se tratase que cantidad de salario en cada un año. Y que ansi mismo avia pareçido a su Illustrisima que Recivierase el dicho francisco otal se le diesen en cada un año quinientos pesos de a nueve reales que se tratase y confiriese sobre ambos puntos de lo propuesto. [...] Acordaron que se reçiba el dicho francisco otal por tal músico tiple. Y le señalaron los dichos quinientos pesos de a nueve reales en cada un año confirmase parezer de su señoría Yllustrisima y que goze dellos desde oy dicho dia y aviendose
dado quenta a su señoria Yllustrisima de lo referido y acordado a su señoria Yllustrisima [...]
Actas capitulares de la Catedral de Lima, 26 de febrero 1613

Es decir, Otal ya había cantado anteriormente en la Catedral, pero hasta 1612 no se contrataba con salario fijo a los músicos, sino que se les llamaba cuando eran necesarios y se les pagaba por cada contrato circunstancial. Se le contrató en la plaza de tiple por 500 pesos anuales. El año siguiente se aumentó el salario a 730 pesos anuales tras recibir el cargo de capellán del coro, que había dejado vacante el licenciado Luis de Betanzos, que pasaba a ser maestro de ceremonias. Como capellán de coro Otal debía «asist[ir] en el coro á los Oficios divinos sin ser prebendado». El empinado ascenso de Otal da una idea del aprecio que se tenía de su voz en la Catedral.
En 1614 el obispo de Huamanga escribió al rey para fundar una escuela de cantores en Huamanga, cuyo maestro sería Otal. El proyecto se alargó hasta 1616, pero al parecer no se llegó a concretar.
Se desconocen las razones, pero el 9 de febrero de 1616 el cabildo concedía a Otal una licencia de dos meses para ausentarse de Lima, manteniéndole el salario. Sin embargo, pocos días más tarde, el 18 de febrero, se decidió «remover de la capellanía del coro que en la dicha santa iglesia tiene el padre francisco otal presvitero questa ausente desta ciudad [...] y mandaron se le despache titulo a el en lugar del dicho francisco de otal y sea conforme a los demas ayudantes del coro». Dos meses más tarde, en abril, se le despedía también de su plaza de tiple:

En diez e nueve de Abril de mill y seisçientos e diez e seis años por una carta por estar ausente francisco de otal se despacho plaça de tiple. Su señoria lo ubo por despedido y que goçe del salario total hasta oy y en lo[?] del dicho entregue testimonios a [...] para dicho contador para que se lo rrebajen.
Xriptoval de Villanuevas
Actas capitulares de la Catedral de Lima, 19 de abril 1616

Tampoco se sabe a donde se dirigió Otal durante este tiempo. No parece que se dirigiese a Haumanga, donde el nuevo obispo no había allegado todavía y el proyecto de la escuela no tomaba forma. En cualquier caso, se sabe que estuvo en contacto con el cabildo de La Plata.

En la ciudad de la Platta a tres dias del mes de agosto de mill y seis[cient]o y diez y ocho años en el choro desta sancta yglesia se juntaron a cauildo los s[eñore]s Dean y cabildo que señalaron abaxo y estando juntos dix[er]on q[ue] por quanto en Vn cauildo de dos de diz[iembr]e del año pasado de seis[cient]o y diez y seis, se acordo que se embiase a llamar a fran[cisc]o de otal capon tiple para la capilla desta sancta yglesia, señalandole ocho[cient]o pesos corrientes de salario y tres meses para su Viaje y el susodicho a llegado oy a esta çiudad, en cumplim[ient]o de la carta que se le escriuio por el secret[ari]o en nombre de este cabildo. Teniendo consideraçion a su persona y al trauaxo que a tenido en benir por la mar y tierra le acrecientan el salario y le señalan Vn mill pessos corrientes de a ocho Reales.
Actas capitulares de la Catedral de La Plata, 3 de agosto de 1616

Toda la negociación se realizó durante la ausencia del arzobispo, ya que Alonso de Peralta había fallecido antes de 1614. Se llegó a un acuerdo con Otal y el 2 de diciembre de 1616 se le convocaba en La Plata. No llegaría hasta el 3 de agosto de 1618, que teniendo en cuenta el tiempo necesario para el intercambio de cartas y el viaje de Lima a La Plata, parece excesivo. Stevenson especula con que Otal hubiese regresado a España durante este tiempo, debido a una referencia de que se hizo el viaje «por mar y tierra». Parece más probable que estuviese en otros lugares del Virreinato, véase por ejemplo Huamanga, y la referencia del viaje por mar fuese del Callao a Arica o Cobija.
Cuatro meses más tarde llegaba el arzobispo Jerónimo Méndez de Tiedra a la sede de La Plata. Su corta estancia fue muy conflictiva, habiendo enfrentamientos con el cabildo. Sin embargo, parece que Otal se benefició del apoyo de Méndez y en 1622 fue nombrado visitador de las doctrinas en la Atacama Baja, o Cobija y Chiu Chiu, siendo ratificado por el cabildo tras el fallecimiento del arzobispo ese mismo año. Durante el pontificado del arzobispo Francisco Vega Borja se realizó en 1645 una campaña de extirpación de la idolatría en Atacama, en la que Otal aparece como «Vicario para la extirpación y castigos de las ydolatrías y supersticiones», «Vicario General para el conocimiento de todas las causas de idolatría, hechicerías y supersticiones» o «Juez Eclesiástico de causas de Ydolatría». Debía tener la confianza del obispo y la visita duró más de un año, en el que fueron secuestrado diversos ídolos y diversos reos fueron enviados a La Plata.
Un poco antes, en 1621 había fallecido el maestro de capilla de la Catedral, Gutierre Fernández Hidalgo, y le sucedería en el cargo Francisco Otal.
Francisco de Otal fallecería el La Plata, en 1652.